# Мулла Абдулкаххор
Мулла Абдулкаххор (узб. Mulla Abdulqahhor, Мулла Абдулқаҳҳор, 1884, село Саидкент, Гиждуван, Бухарский эмират — 1924, Кызылкум, УзССР) — руководитель басмаческого движения в Бухарском эмирате, гиждуванский религиозный деятель.

## Биография
Мулла Абдулкаххор родился в 1884 году в селе Саидкент около Гиждувана, учился в медресе Мири Араб в Бухаре. После вторжения в Бухару частей Красной Армии Туркестанского фронта, осенью 1920 года, указом бухарского эмира Алим-хана Абдулкаххор был назначен командующим 15-ти тысячной армией в Западной Бухаре. Под его началом были объединены более двадцати отрядов курбаши в Бухаре, Кармане и Нурате. Братья Муллы Абдулкаххора — Метин и Астон также возглавляли басмаческие отряды и действовали под его командованием.
К 1921 году Мулла Абдулкаххор полностью контролировал Гиждуван, Шафиркан, Вабкент, Ромитан и захватил Нурату, в которой впоследствии была размещена его ставка. Из Нураты он разослал своих представителей в окрестные районы и поднял население на борьбу с большевиками. В это время под его началом находилось около 25 тысяч бойцов. Кроме того, после побед Абдулкаххора над красными войсками в Гиждуване и Кармане, ему достались богатые военные трофеи. 
В марте 1922 года Абдулкаххор предпринял наступление на Бухару. Ему удалось занять часть города и в двенадцатичасовом сражении освободить от красных усыпальницу Бахауддина Накшбанди. После этого Абдулкаххор продолжил наступать на железнодорожную станцию Кагана. Но на помощь Бухаре бронепоездами уже были переброшены дополнительные силы Красной армии из Самарканда, а также солдаты с Закаспийского фронта, в т.ч. конница Будённого. Абдулкаххор был выбит из города. После этого поражения он снова сосредоточил свою деятельность в Карманинском и Нуратинском районах. В 1923 году красные войска заняли Нурату, в которой располагалась штаб-квартира Абдулкаххора, в ходе сражения за город погибли его братья, а сам он был вынужден бежать.
Борьба с Абдулкаххором потребовала от Красной Армии и ее командования сосредоточения больших сил на этом направлении. На ряде официальных совещаний высокого уровня, проходивших в Москве, Ташкенте и Бухаре в мае-июне 1923 года, этот вопрос стоял на повестке дня как наиболее актуальная проблема. Советское правительство использовало все средства, чтобы положить конец движению сопротивления во всем Туркестане. Английская исследовательница Гленда Фрейзер пишет, что «советское командование бросило в бои в Бухарской республике весной и осенью 1923 года огромную армию в 100 тысяч человек».
Мулла Абдулкаххор находился в постоянном контакте с Ибрагим-беком и Сеидом Алим-ханом. В марте 1924 года Абдулкаххор и Саид Азам Ходжа подписали воззвание «ко всем мусульманам Бухары, Туркестана и Кавказа». 21 июня Абдулкаххор был тяжело ранен в одной из стычек с красноармейцами. Летом и осенью того же года ожесточенные столкновения между отрядами Абдулкаххора и красными войсками происходили в селах Гишти и Катта Гамхор Гиждуванского района, в горах Нураты и в пустыне Кызылкум, прилегающей к Шафирканскому району. В одном из таких боев в пустыне Кызылкум Мулла Абдулкаххор был убит.